# ستيفن موراي
ستيفن موراي (بالإنجليزية: Steven Murray)‏ (1 ديسمبر 1967 في المملكة المتحدة - ) هو لاعب كرة قدم بريطاني في مركز الوسط. شارك مع منتخب اسكتلندا تحت 19 سنة لكرة القدم. أما مع النوادي، فقد لعب مع نادي سلتيك ونادي يورك سيتي ونوتينغهام فورست.